# Тако случајно!
Тако случајно (енгл. So Random!) америчка је телевизијска серија која се од 5. јуна 2011. до 25. марта 2012. емитовала на Дизни каналу. Најављена је као засебна серија након што је Деми Ловато напустила серију Сани, звезда у успону. Главне ликове тумаче ликови из Сани, звезда у успону, осим Деми: Тифани Торнтон, Стерлинг Најт, Брендон Мајчел Смит, Даг Брончу и Елисон Ешли Арм, заједно са осталим епизодним улогама. Премијеру серије гледало је 4,1 милиона гледалаца.
Тифани Торнтон је 2. маја 2012. најавила да серија неће добити другу сезону.
Тако случајно! је емитована у Србији, Црној Гори, Северној Македонији и у деловима Босне и Херцеговине на српској верзији канала Дизни канал током 2012. године. Титл је радио студио Ес-Ди-Ај мидија. Све епизоде су титловане и емитоване.